# Докторски процес
Докторският процес (нем. – Ärzteprozess) е съдебният процес, воден през 1946 и 1947 г. срещу Карл Бранд и негови колеги, участвали в експериментите върху хора в нацистките концентрационни лагери и масови убийства по програмата за евтаназия Акция Т4. Йозеф Менгеле, който е един от водещите нацистки лекари, успява да избяга от страната и правосъдието.
За разлика от другите подсъдими в Нюрнбергските процеси, които са съдени от международен трибунал, подсъдимите по Докторския процес са съдени от Американската държава.
По-голямата част от 23-та обвиняеми получават осъдителни присъди. Процесът е значим и с това, че в него се ражда Нюрнбергският кодекс – документ, уточняващ етичните принципи при експерименти върху хора.

## Обвинителен акт
Обвиняемите са изправени пред четири обвинения, включително:
- Заговор за извършване на военни престъпления и престъпления срещу човечеството, както е описано в графа 2 и 3;
- Военни престъпления: провеждането на медицински експерименти, без съгласието на субектите, които са военнопленници и цивилни граждани в окупираните страни, в хода на които опити, обвиняемите са извършили убийства, жестокости, мъчения, зверства и други нечовешки действия. Също така планиране и извършване масовото убийство на военнопленници и цивилни от окупираните страни, заклеймени като възрастни, с доказана психична болест, нелечимо болни, деформирани и т.н., с газ, смъртоносни инжекции и различни други средства в домове, болници и убежища по време на програмата за евтаназия и участие в масово убийство на затворниците в концентрационния лагер.
- Престъпления срещу човечеството: извършване на престъпления, описани в графа 2, и на германски граждани.
- Членство в престъпна организация: СС.[1]

Трибуналът до голяма степен отхвърля графа 1, като заявява, че обвинението е извън неговата юрисдикция.

## Подсъдимите
- Вилхелм Байглбьок
- Херман Бекер-Фрейзен
- Курт Бломе
- Виктор Брак
- Карл Бранд
- Рудолф Бранд
- Георг Велтц
- Карл Генцкен
- Карл Гебхард
- Волфрам Зиверс
- Йоахим Мруговски
- Херта Оберхойзер
- Адолф Покорни
- Хелмут Попендик
- Герхард Розе
- Ханс-Волфганг Ромберг
- Паул Росток
- Зигфрид Руф
- Фриц Фишер
- Зигфрид Хандлозер
- Валдемар Ховен
- Оскар Шрьодер
- Конрад Шифер

Всички военнопрестъпници, осъдени на смърт, са обесени на 2 юни 1948 г. в затвора Ландсберг, Бавария.
За някои разликата между получаването на лишаване от свобода и смъртно наказание е членството в СС – „организация, обявена за престъпна от решението на Международния военен трибунал“. Обаче някои медицински персонал от СС получават лишаване от свобода. Степента на лично участие и / или председателство над групи е фактор за други.